# Segedunum Roman fort
Segedunum Roman fort är en fornlämning i Storbritannien.   Den ligger i distriktet North Tyneside i Tyne and Wear i riksdelen England, i den centrala delen av landet, 400 km norr om huvudstaden London. Segedunum Roman fort ligger 20 meter över havet.
Terrängen runt Segedunum Roman fort är huvudsakligen platt. Segedunum Roman fort ligger nere i en dal. Runt Segedunum Roman fort är det mycket tätbefolkat, med 2 181 invånare per kvadratkilometer. Närmaste större samhälle är Newcastle upon Tyne, 5,4 km väster om Segedunum Roman fort. Runt Segedunum Roman fort är det i huvudsak tätbebyggt.